# Rista Simonović
Rista M. Simonović (Vranje, 20. februar 1908 — Vranje, 19. maj 1998), bio je po obrazovanju pravnik, po zanimanju advokat, sudija i upravnik Državnog arhiva u Vranju, po interesovanju istoričar, književni kritičar, novinar, bibliofil.

## Život i delo

### Poreklo
Rista M. Simonović Gočoban rođen je 20. februara 1908. godine u Vranju, kao deseto dete, u braku Mladena Simonovića, zanatlije, i Aleksandre Simonović (devojačko Đorđević), domaćice. Mladen i Aleksandra imali su jedanaestoro dece, desetoricu sinova i ćerku, od kojih je preživelo njih petoro. Njegov deda Simon Ivanović, po kome je posle 1878. porodica dobila prezime Simonović, bio je pismen čovek. Njegovi preci došli su krajem 18. veka iz okoline Prizrena. Simon Ivanović i njegov sin Mladen, kasnije Simonović, bili su dobri majstori, zidari i dunđeri. Rista M. Simonović je rano ostao bez oca, koji je učestvovao u Prvom i Drugom balkanskom ratu, a zatim u Prvom svetskom ratu. Ubili su ga Arnauti 1914, između Prištine i Prizrena. Njegova majka Aleksandra Simonović sama je odškolovala svoju decu.

### Mladost i školovanje
Rista M. Simonović završio je osnovnu školu i gimnaziju u Vranju. Kao mladić bavio se sportom, igrao je za fudbalski klub „Sloga“. Učestvovao je u svim kulturnim i prosvetnim priredbama u Vranju. Vodio je metereološku stanicu od 1929. do 1931. Godine 1933. bio je knjižničar Građanske kasine s bibliotekom i čitaonicom, a 1937. i 1938. bio je njen potpredsednik i u njoj je održao mnoga predavanja. Jedan je od osnivača i urednika „Vranjskih novina“. Diplomirao je na Pravnom fakultetu u Beogradu 1935. Ispite je polagao kod Slobodana Jovanovića, Đorđa Tasića, Dragoljuba Jovanovića, Lazara Markovića i drugih. S nekima od njih se kasnije dopisivao. Godine 1937. postao je advokatski pripravnik.

### Drugi svetski rat
Kad su Bugari okupirali Vranje 1941, Rista M. Simonović, Srbin i levičar, odbio je da se izjasni kao „moravski Bugarin“. Među prvima je uhapšen i mučen. Bugari su mu zaplenili knjige i spalili ih ispred zgrade Gimnazije. Vreme okupacije preživeo je obrađujući zemlju. Godine 1944. oženio se Katarinom Ilić, iz porodice Kaluđera, s kojom je dobio ćerku i trojicu sinova, i od njih desetoro unučadi. U NOV-u je bio od 15. septembra 1944, kao vojnik 46. divizije, ratovao je protiv balista u Drenici, gde je ostao do 15. maja 1945. godine.

### Poratno vreme
Nakon rata, radio je u Okružnom narodnooslobodilačkom odboru i kao sudija u Okružnom sudu u Vranju. Novembra 1950. otpušten je iz službe, jer se „ogrešio o tekovine naše narodne reolucije“, tako što je čitao „jedan letak IB a da o tome nije nikoga obavestio“. Kao i za vreme okupacije, obrađivao je zemlju da bi prehranio porodicu. Tek marta 1953. dobio je rešenje da može da otvori advokatsku kancelariju u Kosovskoj Kamenici. Zatim je bio advokat u Bosilegradu i u Vladičinom Hanu, da bi se, posle devet godina izgnanstva, 1962. vratio u Vranje i osnovao Državni arhiv Vranja, čiji je direktor bio do penzionisanja. Iste godine, ustupio je Muzeju Vranja veliku i retku građu (sva prva izdanja dela Borisava Stankovića, prevode njegovih knjiga, plakate, fotografije i druge, ukupno 365 dokumenata) da bi osnovali spomen-kuću Borisava Stankovića. Bio je pokretač mnogih kulturnih aktivnosti u Vranju, a između ostalih i podizanja spomenika Borisavu Stankoviću, održavanja „Borine nedelje“ i drugih. Godine 1967. otvorio je prvu „Borinu nedelju“ u Gradskom parku. Otišao je u penziju 1973.

### Životno delo
Za svoj višedecenijski rad u kulturi i društvenom životu Vranja, dobio je Sedmoseptembarsko priznanje grada Vranja. Umro je 19. maja 1998. u devedeset i prvoj godini, kao najznačajnija ličnost Vranja druge polovine 20. veka. Od 1925. do 1997. objavio je 290 radova u više od dvadeset novina i časopisa: „Vranjski glasnik“, „Leskovački glasnik“, „Politika“, beogradska „Pravda“, zagrebački „Vijenac“, cetinjski „Zapisi“, skopsko „Srpsko Kosovo“, niške “Narodne novine“, „Anali Pravnog fakulteta“, „Književne novine“. Njegovo najznačajnije delo jeste "Društvena istorija Vranja, od kraja 19. do kraja 20. veka" (2013). Rukopis su za štampu priredili Slobodanka Mladenović, Simon Simonović, Branislav Simonović i Tomislav Simonović, njegova deca. Ova kapitalna knjiga ima 880 strana i sadrži 120 fotografija, pisama, plakata. "Društvenu istoriju Vranja" Rista M. Simonović pisao je, s kraćim i dužim prekidima, punih sedam decenija. Pored uvodnog dela („Počeci istorije Vranja“), priređivači su 116 priloga podelili u deset poglavlja, u kojima se ogleda život Vranja u poslednjih sto godina.

## Dela
- Vranje, okolina i ljudi, 1964.
- Borisav Stanković i njegovo književno delo 1966.
- Borisav Stanković i njegovo književno delo II, 1968.
- Život i književno delo Borisava Stankovića, 1968, 2007.
- Ljudi i dela I, 1968.
- Borisav Stanković i njegovo književno delo III, 1972.
- Vranje, okolina i ljudi II, 1973.
- Gradski narodnooslobodilački odbor Vranje, 1944-1945,1973.
- Vranjska gimnazija 1881-1981, 1981.
- Vranjska građanska kasina između dva svetska rata, 1982.
- Dva jugoslovenska velikana – Borisav Stanković i Đorđe Tasić, 1982.
- Plakati narodne vlasti (za 1944-1945), 1983.
- Osnivanje i rad metereološke stranice u Vranju, 1983.
- Plakati narodne vlasti (za 1942, 1943, 1944. i 1945. godinu), 1983.
- Ljudi i dela II, 1984.
- Borisav Stanković i njegovo književno delo (fotografije), 1984.
- Staro Vranje koje nestaje (fotografije) Vranje, 1984.
- Prva književna dela Borisava Stankovića, Vranje, 1990.
- Život i naučno delo Đorđa Tasića, Vranje, 1990.
- Botaničar Josif Pančić u Vranju, Vranje, 1995.
- Ljudi i dela III, 1991.
- Društvena istorija Vranja, od kraja 19. do kraja 20. veka, Vranje, 2013.
- Priredio knjigu priča Ljudski jadi Vuke-Pop Mladenove, Vranje, 1972.